# RIZIN.23 - CALLING OVER -
RIZIN.23 - CALLING OVER - （ライジン・トゥエンティースリー・コーリング・オーバー）は、日本の総合格闘技団体「RIZIN」の大会の一つ。
2020年8月10日に神奈川県横浜市ぴあアリーナMMで開催された。

## 概要
新型コロナウイルスの感染拡大によって、政府より出されていた大規模イベント自粛要請の期間中にRIZIN3大会が中止になっていたが、政府の緊急事態宣言の終了に伴い、大規模イベントの開催制限が緩和されたことで、前日のRIZIN.22で大会を約半年ぶりに再開させたのに続く、本大会の開催となった。
本大会の前日に開催されたRIZIN.22と合わせた2大会の大会開催資金をクラウドファンディングで募り、海外選手はビザ発給などの問題から、全選手日本在住選手同士の対戦になった。また、政府の感染予防方針に従い、会場の収容人数に上限を設定し、選手・セコンド・審判団・大会運営スタッフのPCR検査実施や、来場者に対しても検温、消毒、歓声規制、連絡先の登録、規制入退場、食べ物の販売の中止などの感染予防対策が実施された。
ヒップホップグループBAD HOPのメンバーで、何度か会場でRIZINを観戦したことがあり、クラウドファンディングへの支援もしたT-Pablowの、「他にも出来ることは何でもやりたい、無償でいいのでこんな状況だからこそ俺ららしい支援をしたい」との榊原CEOへの呼びかけがきっかけとなり、大会中にBAD HOPがライブを行った。
メインイベントでは、第2代バンタム級王者マネル・ケイプのUFC移籍に伴い空位となっていたバンタム級王座決定戦として、扇久保博正と朝倉海が対戦。朝倉が扇久保を破り、第3代バンタム級王者に輝いた。

## 対戦カード
第1試合 キックボクシングルール 73.0kg契約ワンマッチ 3分3R
○  松倉信太郎 vs.  森興二 ×
1R 1:28 KO（右フック）
第2試合 MMAルール 58.0kg契約ワンマッチ 5分3R 肘あり
×  中村優作 vs.  竿本樹生 ○
1R 4:06 TKO（スタンドパンチ）
第3試合 キックボクシングルール 73.0kg契約ワンマッチ 3分3R
○  海人 vs.  ロクク・ダリ ×
3R終了 判定3-0
第4試合 MMAルール 59.0kg契約ワンマッチ 5分3R 肘あり
×  伊藤盛一郎 vs.  神龍誠 ○
2R 4:30 フロントチョーク
第5試合 MMAルール 66.0kg契約ワンマッチ 5分3R 肘あり
×  朴光哲 vs.  青井人 ○
3R終了 判定3-0
第6試合 キックボクシングルール 61.0kg契約ワンマッチ 3分3R
○  原口健飛 vs.  大雅 ×
1R 2:50 TKO（3ノックダウン）
第7試合 MMAルール 66.0kg契約ワンマッチ 5分3R
○  斎藤裕 vs.  摩嶋一整 ×
2R 0:24 TKO（グラウンドのヒザ蹴り）
第8試合 MMAルール 61.0kg契約ワンマッチ 5分3R 肘あり
○  元谷友貴 vs.  魚井フルスイング ×
3R 2:19 フロントチョーク
第9試合 MMAルール 61.0kg契約 5分3R 肘あり
RIZINバンタム級タイトルマッチ（第3代バンタム級王座決定戦）
○  朝倉海 vs.  扇久保博正 ×
1R 4:31 TKO（サッカーボールキック）
※朝倉が王座獲得に成功。第3代バンタム級王者となった。